# Hongola

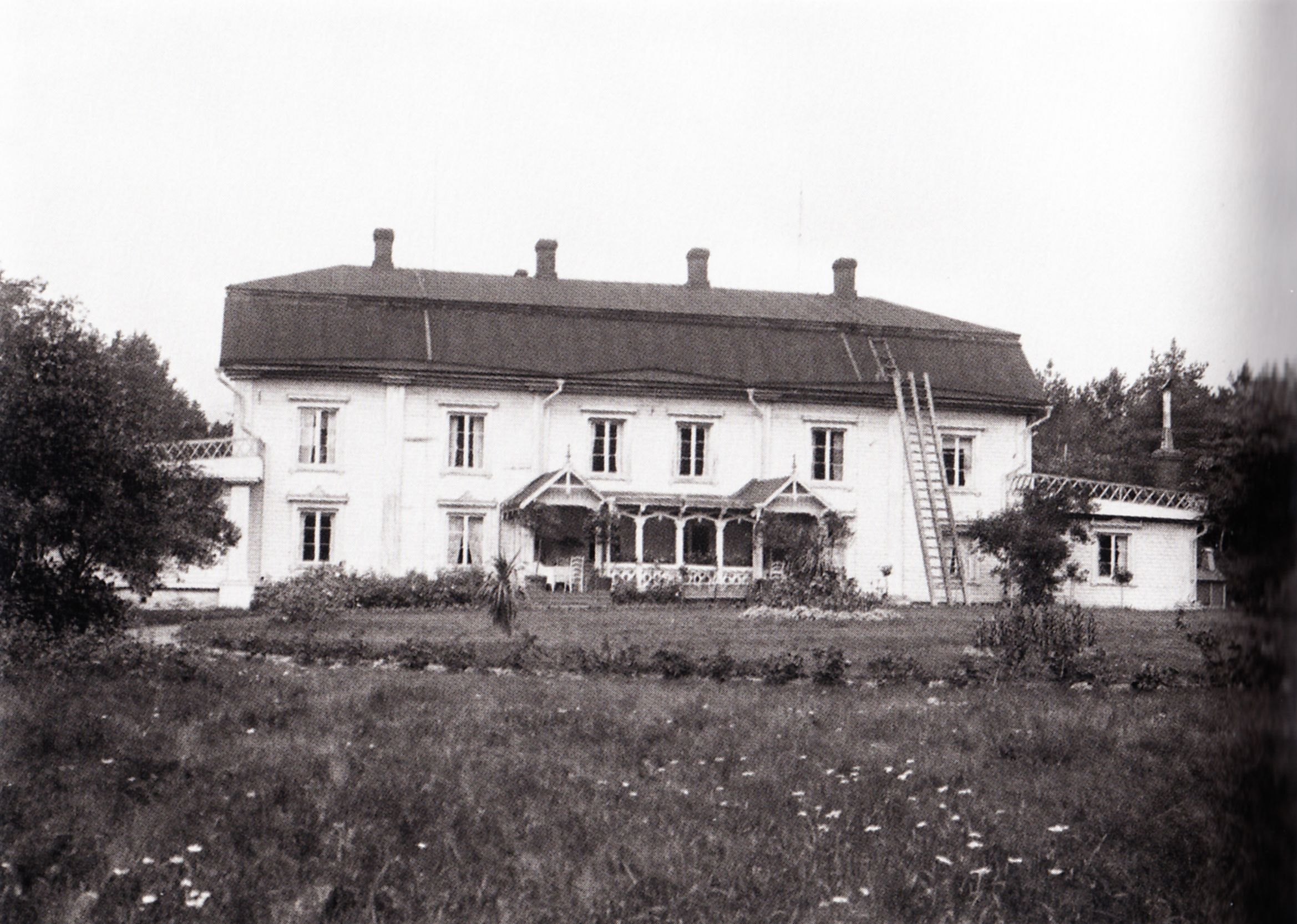
Hongola

Hongola är ett gods i Urdiala i Birkaland i Finland. Ätten Furuhjelm har ägt gården sedan 1730-talet, vilken har en yta på cirka 3.000 hektar, varav 387,68 hektar åkermark. Man har djurproduktion med grisar, kor och hästar. Gårdens huvudbyggnad från 1735 totalförstördes av brand 1972. Herrgården utväxlades 8 miljoner € till ett pris vid årsskiftet 2015-16. Den nuvarande ägaren är Nordic Capitals aktieägare Robert Furuhjelm.